# 楠宏
楠 宏（くすのき こう、1921年11月18日 - 2021年2月10日 ）は、日本の地球物理学者・地理学者・地球科学者である。専門は、雪氷学、両極地方の地誌。北海道釧路市出身。楠木正成の子孫にあたるという。父親は旧制一高東寮寮歌「嗚呼玉杯」「緑もぞ濃き」の作曲者楠正一（一高を中退後、石狩支庁農林技手。1945年没）。

## 略歴
- 1944年：北海道帝国大学理学部物理学科を卒業。
- 1948年：北大助教授となる。
- 1962年:北海道大学理学博士 （学位論文「北氷洋特にビューフォート海の海洋学的研究」）。
- 1956年9月：第1次南極観測隊員に選ばれる。
- 1966年：アメリカ合衆国国務省の招待でバード基地及び南極点を視察。第8次南極観測副隊長。
- 1968年：第10次南極観測隊長に就任。
- 1969年2月：第10次南極越冬隊長に就任。
- 1972年：第14次南極観測隊長に就任。帰国後、国立科学博物館極地研究部資料部長に就任。
- 1973年：国立極地研究所研究主幹に就任。
- 1976年：第18次南極観測隊長に就任。
- 1977年2月：第18次南極越冬隊長に就任。
- 国立極地研究所名誉教授。

## 業績
- 第10次・第14次・第18次の3次にわたり南極観測隊長を務め、そのうち第10次と第18次では越冬隊長も務めた。
- 百科事典において北極地方及び南極地方の地理に関する項目を数多く執筆し、日本における極地地誌の第一人者であるといえる。